# Amance (Saône)
Die Amance oder Mance ist ein Fluss in Frankreich, der in den Regionen Grand Est und Bourgogne-Franche-Comté verläuft. Im Französischen unterscheiden sich beide Namen zusammen mit dem üblichen Artikel nicht in der Aussprache, sondern nur in der Schreibung: „l'Amance“ gegenüber „la Mance“. Sie entspringt unter dem Namen Ruisseau de Pramelin im Gemeindegebiet von Celsoy, wechselt den Namen nochmals auf Ruisseau des Joncs und entwässert generell in östlicher Richtung. Nach einer Strecke von insgesamt rund 47 Kilometern mündet sie im Gemeindegebiet von Jussey als rechter Nebenfluss in die Saône. Die Amance durchquert auf ihrem Weg die Départements Haute-Marne und Haute-Saône.

## Orte am Fluss
- Celsoy
- Rosoy-sur-Amance, Gemeinde Haute-Amance
- Maizières-sur-Amance
- Bize
- Laferté-sur-Amance
- Betoncourt-sur-Mance
- Vernois-sur-Mance
- Barges
- Cemboing
- Jussey